# Tren sin vías

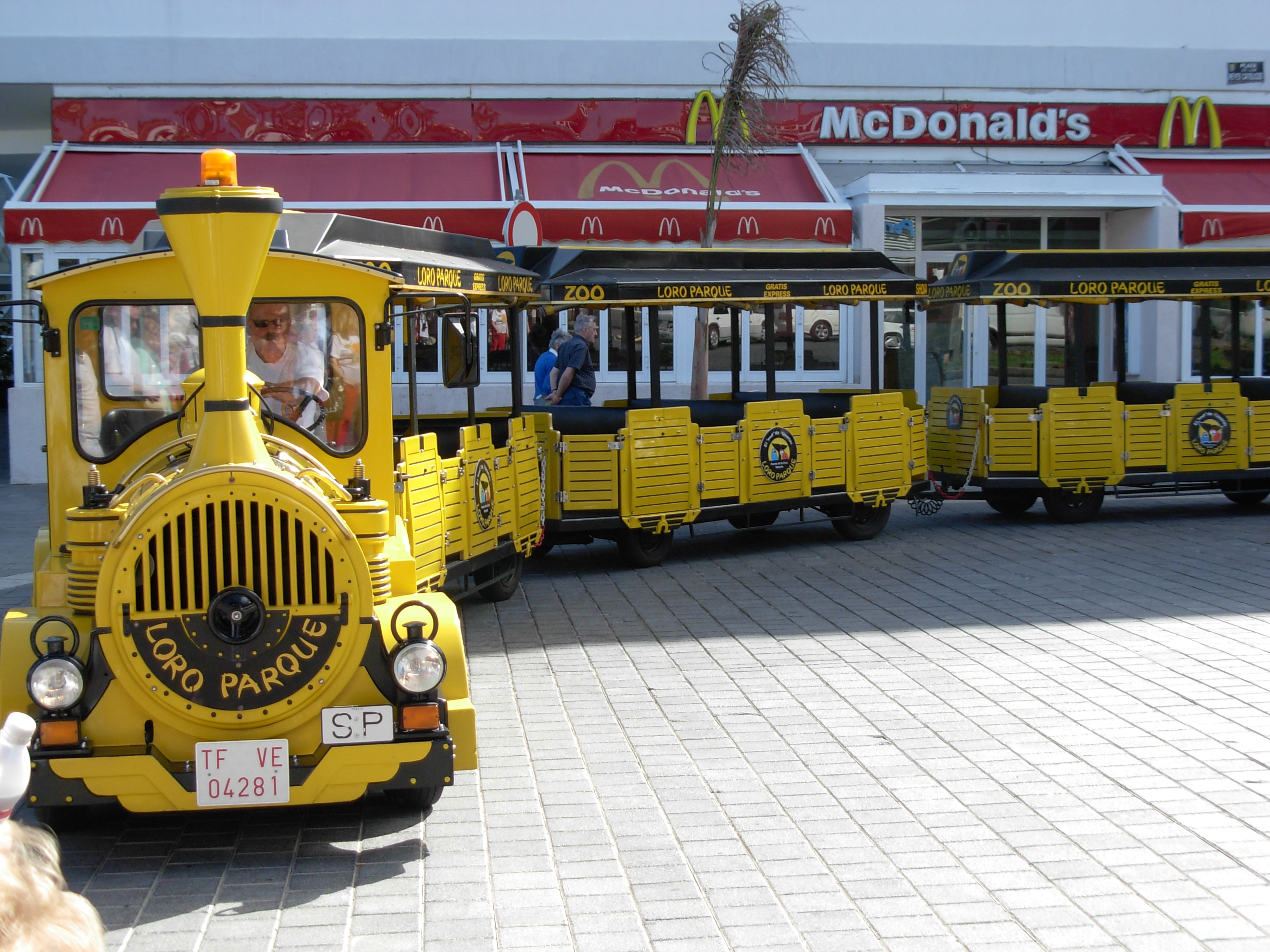
Un tren sin vías para turistas en Tenerife

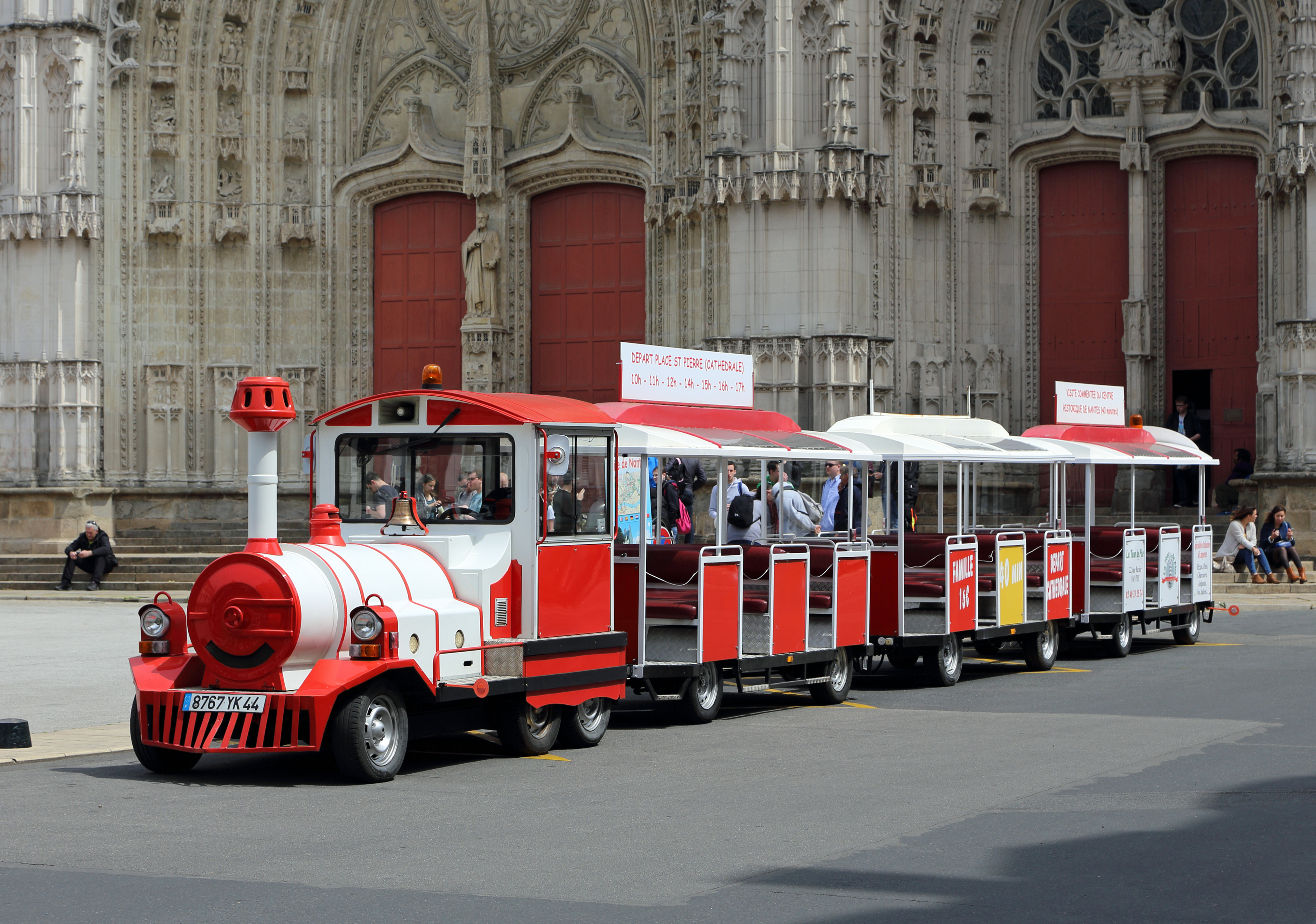
Tren de carretera turístico en Nantes, Francia

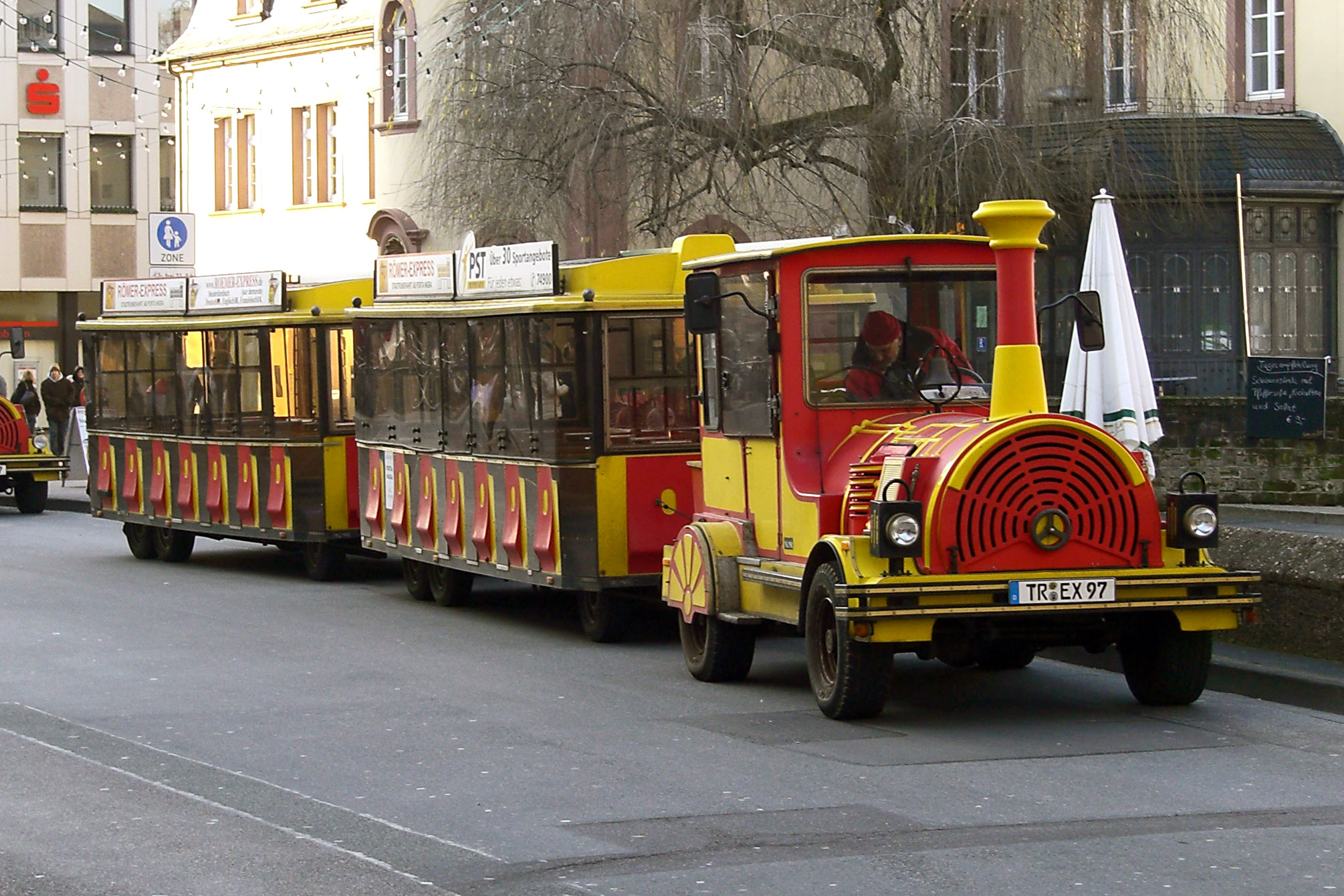
Tren de paseo en Trier, Alemania

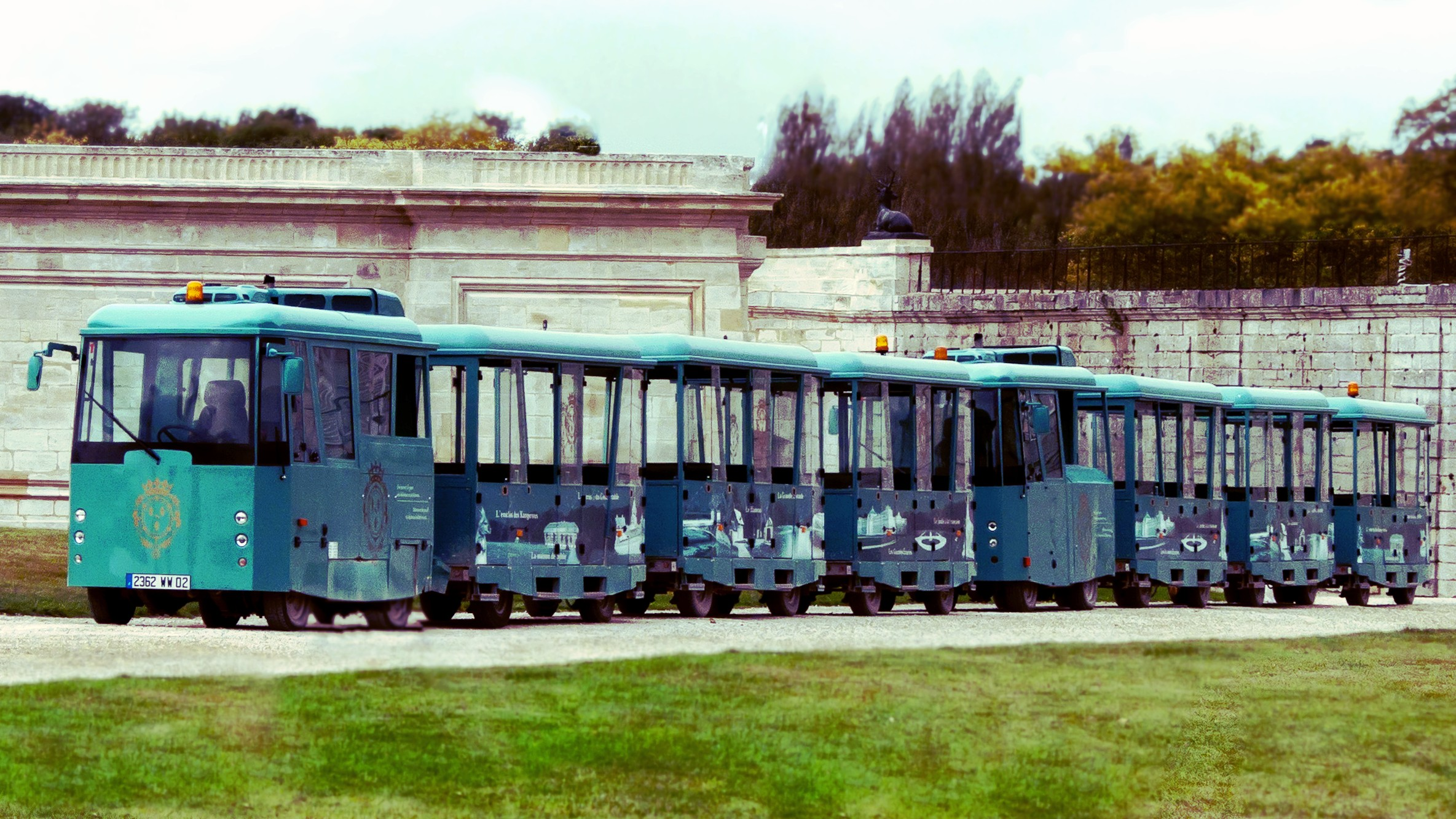
Dos trenes de visitas en el castillo de Chantilly, Francia

Un tren sin vías — o tren de carretera, tren de tierra, tren de estacionamiento, tren Wattman — es un vehículo articulado utilizado para el transporte de pasajeros, que consta de un vehículo de conducción que tira uno o más acoplados, formando un tren de ferrocarril que circula por la carretera.
Vehículos similares se utilizan para transporte de carga o equipaje en distancias cortas, como en una fábrica o en un aeropuerto.

## Terminología
Los términos tren sin vías o tren de tierra son descriptivos y los distinguen de los tradicionales trenes sobre vías.  Los términos tren Wattman y Deltrain son generalizaciones de marcas de fabricantes de este tipo de tren.  Los trenes de estacionamiento son comunes en los EE. UU., su nombre expresa la función de transportar gente desde y hasta su auto en playas de estacionamiento enormes.
La falta de un nombre genérico ampliamente aceptado para estos trenes a menudo lleva a la adopción de apodos como tranvías, transporte de personas o trenes de carretera.

## Tecnología

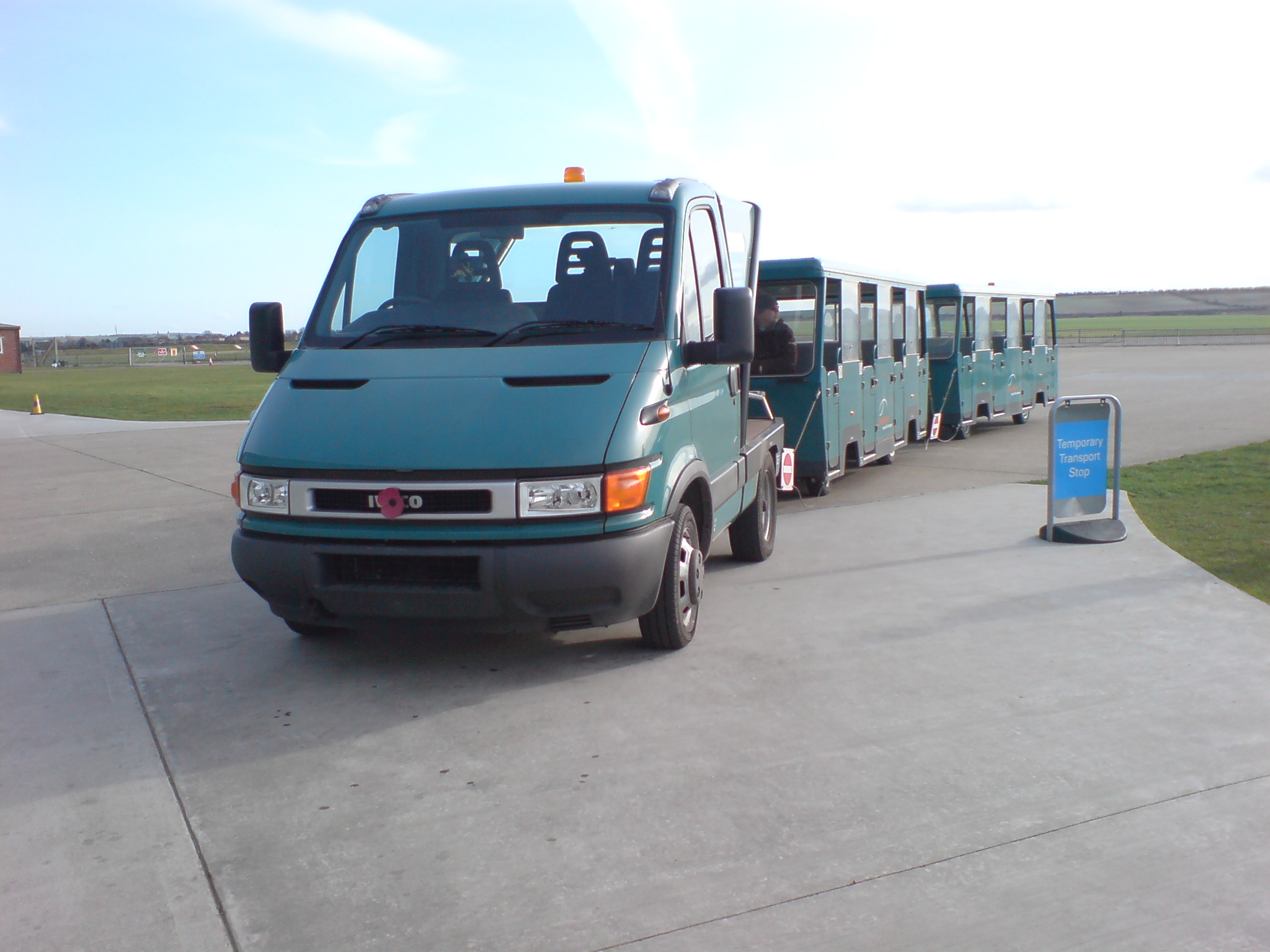
Tren sin vías con furgoneta en el Museo de Guerra Imperial Duxford, Inglaterra

Un tren sin vías consta de una unidad tractora que tira un número de acoplados articulados a la manera de una locomotora de tren de ferrocarril. La unidad de tracción puede ser movida por un motor de combustión interno o un motor eléctrico.
Estos transportes pueden sentar entre 6 y 40 personas, y los hay con o sin techo y con lados abiertos o cerrados. Algunos diseños abiertos tienen toldos de tela o techos de plástico.

### Acoples
Los trenes largos de más de 3 vagones requieren acoples especialmente diseñados para que los vagones sigan lo más fielmente posible el trayecto de la unidad tractora.  Con acoples en una curva comunes los sucesivos vagones pasan cada vez más cerca de la esquina que deberían rodear.  Los vagones de trenes sin vía deben tener cuatro ruedas dirigibles de modo que las cuatro maniobren juntas manteniendo el radio de giro.  Los acoples suelen pivotear en el vagón delantero y estar rígidamente ligados a giro de las ruedas delanteras.
De manera más simple se pueden acoplar vagones de un eje y dos ruedas, con un acople pivotando exactamente en el punto medio entre vagones.  Este tipo de acople evita el mecanismo de maniobra en cada vagón, pero es muy inestable, ocasionando oscilaciones en la formación incluso cuando se avanza recto.  Por eso su uso está restringido en juguetes.

## Usos públicos

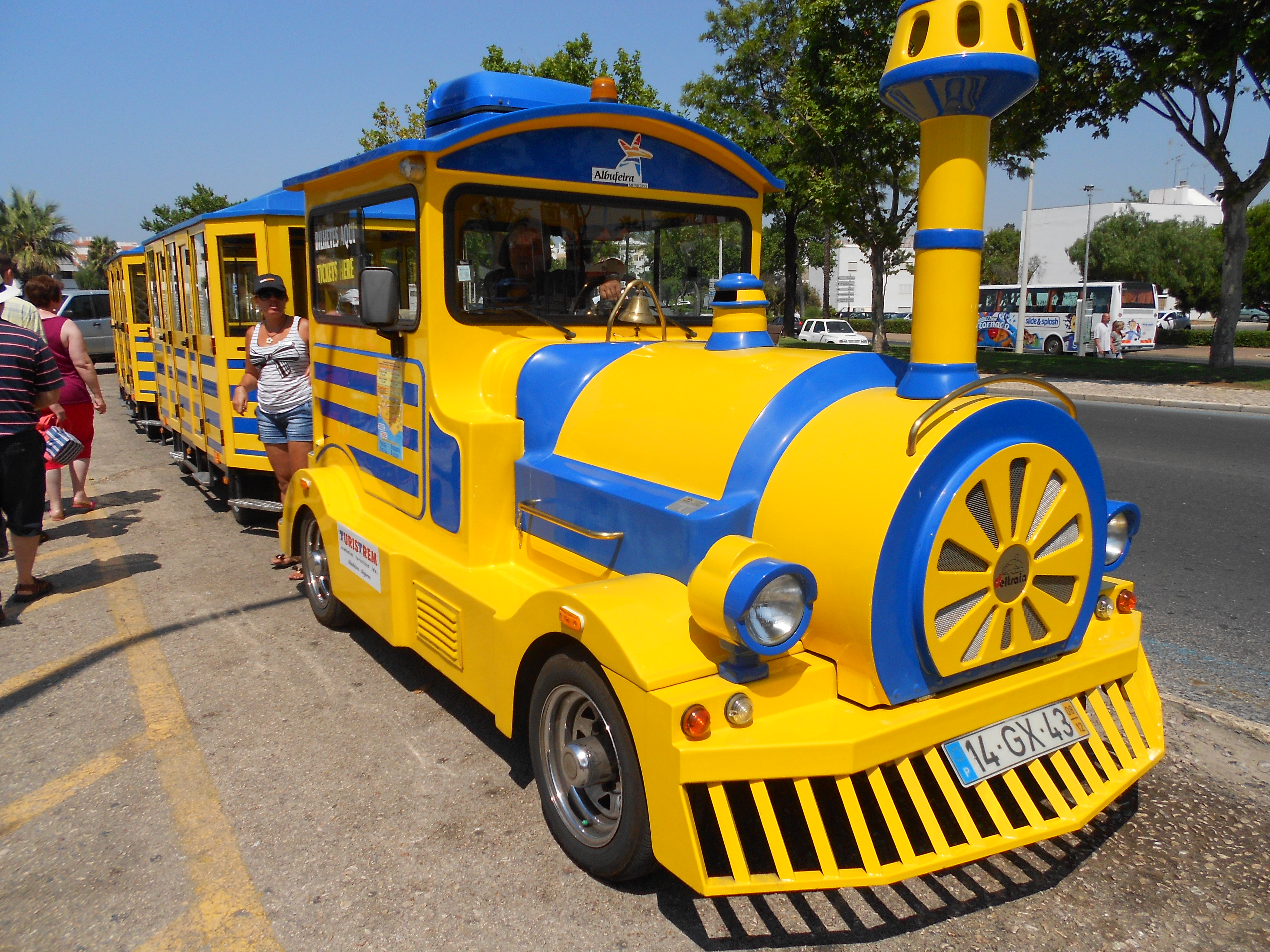
Tren de carretera en Albufeira

Los trenes sin vía son principalmente utilizados para el transporte de turistas.  Suelen ser servicios de enlace entre estaciones, uniendo atracciones como museos y zoológicos u otros destinos turísticos con áreas céntricas.  A menudo el tren en sí mismo es una atracción turística, ofreciendo paseos a lo largo de rutas escénicas.
En la ciudad suiza de Gruyères, un tren sin vías es el único vehículo permitido en las calles peatonales.  Un tren similar se emplea para transportar el alumnado entre la estación de tren y el campus de la Universidad de Alcalá.
Los trenes sin vías son muy populares como entretenimiento para niños.  Los trenes para este propósito suelen ser más pequeños y con menor potencia.

En algunos países en Europa un minibus Volkswagen  normalmente lleva 3 acoplados con 38 pasajeros.

## Usos privados

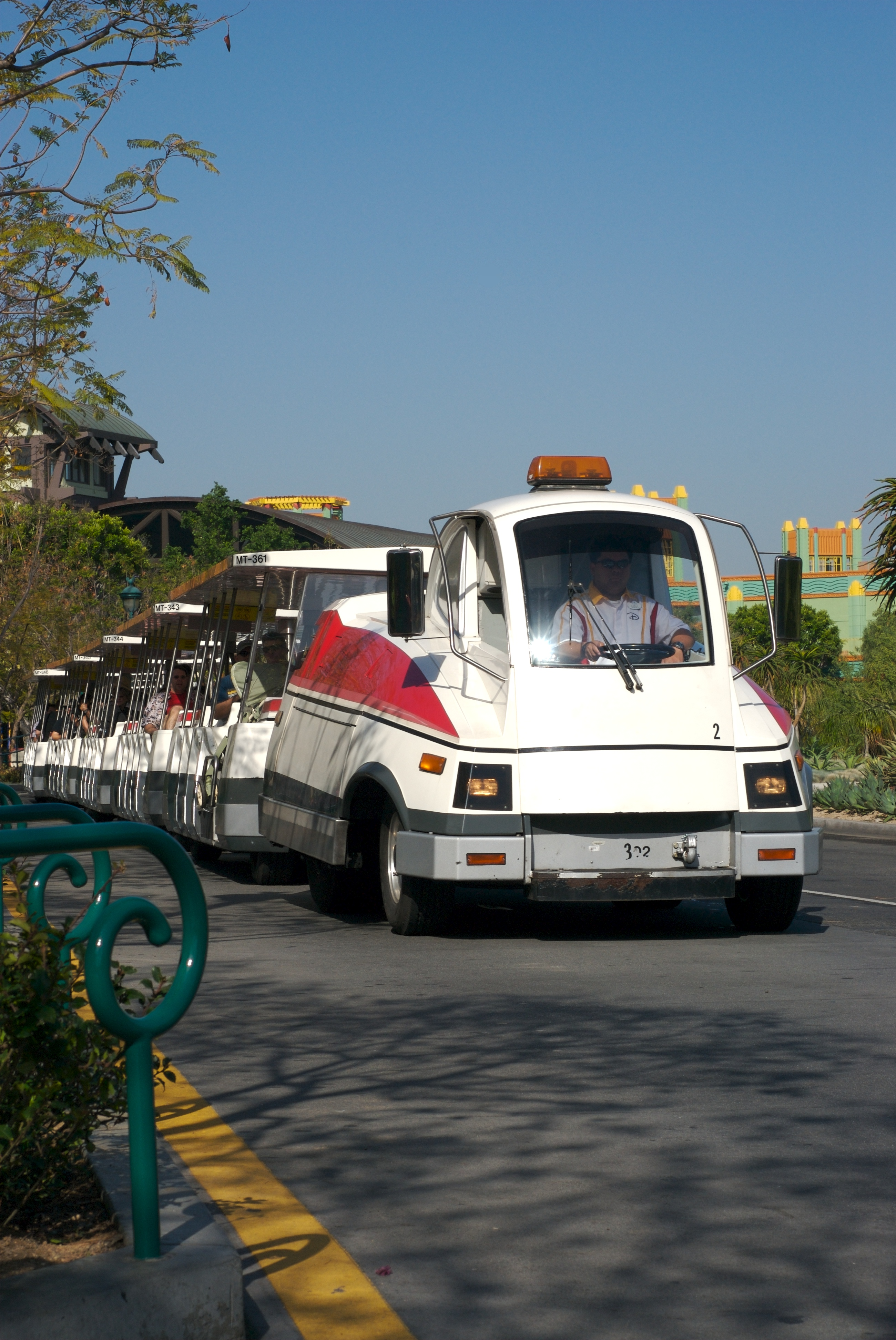
Aparcando tranvía de parcela en Disneyland, California

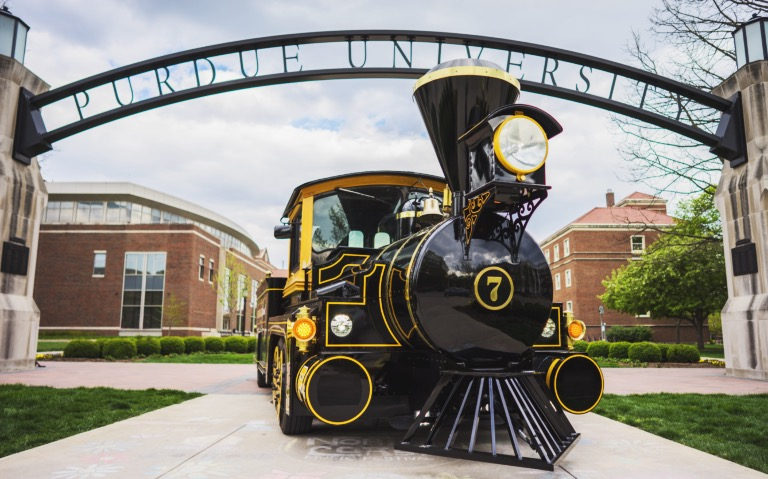
Boilermaker Special, tren sin vías mascota de la Universidad de Purdue

Los trenes sin vía se utilizan para clientes en parques de diversiones, tanto como transporte dentro del parque, para estacionamientos y para paseos.  Un caso particularmente pesado es el tram de los estacionamientos de los Parques de Disney. Disneylandia tiene 16 de estos trenes, Disney World tiene 28.  Universal, y otros parques temáticos también utiliza trenes sin vía en su atracción Studio Backlot Tour.

## Aspecto
Mientras algunos trenes sin vías tienen aspecto funcional o moderno, otros se construyen con carrocería falsa y se pintan para parecer trenes de vapor del siglo XIX.  Otros presentan una pintura decorativa o divertida para a niños.
Las similitudes entre trenes ambientados de forma totalmente diferente a veces se deben a que provienen del mismo fabricante.

## Trenes de equipaje del aeropuerto
Utilizados en terminales de aeropuerto para transportar equipaje a los aviones, emplean un mecanismo de dirección propios de los trenes sin vía largos, y sus unidades tractoras están diseñadas para ser desenganchadas con facilidad y usadas con otros propósitos.